# Ева Даллас
Ева Даллас (англ. Eve Dallas) — главная героиня серии детективных романов Норы Робертс «In Death», которые она издает под псевдонимом Джей Ди Робб (J. D. Robb). Главное отличие — книги ориентированы на женскую аудиторию.
Серия о Еве Даллас в США и англоязычных странах пользуется большой популярностью. Существуют множество фан-сайтов, в которых поклонники играют в ролевые игры, создают карты, словари, глоссарии и даже историю Нью-Йорка будущего.

## Биография
Ева Даллас — лейтенант полиции Нью-Йорка. Она молода — ей около 30. Она весит 120 фунтов, при росте 5 футов, 9 дюймов. У неё карие глаза (которые никогда не были наивными), коротко стриженные каштановые волосы, на подбородке есть небольшая ямочка. Она высокая, худощавая, с хорошо развитой мускулатурой. Кроме этого, присутствует ещё холодный разум и любящее сердце. Замужем за миллиардером Рорком, мужчиной с криминальным прошлым.
Через всю серию красной нитью проходит идея отверженности Евы, которая осталась сиротой, как выясняется, убив своего отца-насильника. Как отмечают критики, "отверженная и безымянная, Ева Даллас создаёт новую идентичность, противостоящую преступному миру, из которого она появилась". Кроме того, для образа Евы важна тема генетики и связанных с ней этических проблем: героиня часто размышляет (в том числе на своём примере), являются ли преступные наклонности наследственными.

## Важнейшие события в жизни Евы
2028 год — рождение Евы в семье Ричарда Троя и Стеллы (фамилия матери неизвестна).
2036 год, май — восьмилетнюю Еву находят в проулке в Далласе (Техас). Она вся в крови, её рука сломана, и она не знает кто она и как туда попала. Социальный работник дает ей имя «Ева Даллас» и отдает в приют.
2046 год — 18-летняя Ева приезжает в Нью-Йорк чтобы тренироваться для работы в полиции Нью-Йорка (NYPSD).
2048 год — Ева становится офицером полиции Нью-Йорка.
2050 год — она получает значок детектива.
2051 год — Ева становится детективом второй степени.
13 февраля 2058 года — начало первой книги «Потрясающий мужчина» («Naked in Death»).
14 февраля 2058 года — знакомство с Рорком.
31 мая 2058 года — первое появление Делии Пибоди.
3 июня 2058 года — Рорк делает предложение Еве.
13- 14 июля 2058 года — свадьба Евы и Рорка.